# Ионеску, Николае
Николае Ионеску (рум. Nicolae Ionescu; 1820, Браду, Молдавское княжество — 24 января 1905, там же) — румынский политический и государственный деятель, министр иностранных дел Объединённого княжества Молдавии и Валахии, юрист, публицист, журналист, редактор, педагог, профессор, доктор права и ректор (1862—1863) Ясского университета. Один из членов-основателей Румынской академии (тогда Румынское академическое общество).

## Биография
Сын священника.
Обучался в Михайлянской академии в Яссах, затем поступил на юридический факультет Парижского университета, где получил степень в области права. Во время учёбы во французской столице присоединился к Обществу румынских студентов, принимал участие в различных акциях по поддержке румынской культуры, в том числе был редактором журнала Étoile du Danube, который выходил в Брюсселе.
Участник Революции 1848—1849 годов. В феврале 1848 года принял участие в революции в Париже. В том же году участвовал в революционных действиях на территории Румынии и деятельности Черновицкого революционного комитета. После поражения революции бежал во Францию, вернуться в страну ему было разрешено только в 1854 году.
Вернувшись на родину, занимался активной преподавательской и журналистской деятельностью. Сотрудничал с газетами «Zimbrul», «Steaua Dunării» и «Tribuna Română» в Яссах. В 1860—1867 годах редактировал журнал «Tribuna României».
Был профессором всеобщей истории в Высшей военной школе в Яссах, генеральным инспектором школ (до 1866), профессором истории в Национальной средней школе, затем в Университете Ясс.
Политик. Лидер румынской националистической и национал-либеральной партии «Свободная и независимая фракция» (Fracțiunea Liberă și Independentă) с региональным центром в Западной Молдавии.
Несколько раз становился депутатом Палаты депутатов и Сената Румынии. Участвовал в создании нескольких либеральных коалиций в 1860-х −1870-х годах. Прекрасный оратор.
Участвовал в создании культурного общества Румынского атенеума.
Вершины политической карьеры достиг к началу Войны за независимость Румынии (1877—1878), когда занял пост министра иностранных дел в кабинете Иона Брэтиану.
Закончил политическую карьеру, будучи членом Национальной либеральной партии Румынии.
В 1889—1892 годах был вице-президентом Румынской академии.

## Избранные публикации
- Discursuri asupra epocei lui Matei Basarab şi Vasile Lupu, 1869
- Cuvântări parlamentare, 1879
- Proclamarea regatului, 1881
- Despre uciderea lui Mihai Viteazul, 1883
- Libera navigaţie pe Dunăre, 1883
- Interpretări despre restaurarea monumentelor naţionale, 1891